# Otto van Ballenstedt
Otto van Ballenstedt, bijgenaamd de Rijke, (ca. 1065 - 9 februari 1123) verwierf een groot feodaal bezit en was korte tijd hertog van Saksen. 
Otto was de oudste zoon van Adalbert II van Ballenstedt en van Adelheid van Weimar-Orlamünde (ca. 1050 - 28 maart 1100), erfdochter van Otto I van Weimar. Hij volgde in 1080 zijn vader op als graaf van Ballenstedt. Otto sloot een belangrijk huwelijk met Eilika, dochter van hertog Magnus van Saksen. Toen 1106 Magnus zonder mannelijke erfgenamen overleed, erfde Otto via Eilika een belangrijk deel van zijn bezittingen. Koning Hendrik V gaf de hertogstitel van Saksen echter aan Lotharius van Süpplingenburg. Toen Hendrik en Lotharius in conflict kwamen, nam Hendrik Lotharius zijn titel af en benoemde Otto tot hertog van Saksen. Na een paar maanden verzoenden Hendrik en Lotharius zich weer, en kreeg Lotharius ten koste van Otto zijn titel weer terug. 
De spanningen tussen Lotharius en Hendrik liepen verder op en uiteindelijk kwam het tot open oorlog. Op 11 februari 1115 werd bij Welfesholz een veldslag uitgevochten tussen Saksische troepen onder Lotharius en een leger van Hendrik onder Hoyer van Mansfeld. Otto en zijn troepen waren onderweg naar de slag om zich bij het leger van Lotharius aan te sluiten, toen ze bericht kregen van een inval van Slavische troepen. Otto besloot zich niet met de veldslag te bemoeien maar trok met zijn manschappen de Slaven tegemoet en versloeg ze bij Köthen (Anhalt). Otto verwierf hiermee Slavische gebieden bij Zerbst (Anhalt) en bij Salzwedel.
Otto was voor 1095 gehuwd met Eilika, zij kregen de volgende kinderen:
- Albrecht de Beer
- Adelheid (-1139), gehuwd met Hendrik II van Stade (-1128) en met Werner van Veltheim. Met haar tweede man kreeg ze twee zoons.

## Voorouders
| Voorouders van Otto van Ballenstedt | Voorouders van Otto van Ballenstedt                                                      | Voorouders van Otto van Ballenstedt                                                      | Voorouders van Otto van Ballenstedt                                                      | Voorouders van Otto van Ballenstedt                                                      | Voorouders van Otto van Ballenstedt                                                      | Voorouders van Otto van Ballenstedt                                                      | Voorouders van Otto van Ballenstedt                                                      | Voorouders van Otto van Ballenstedt                                                      |
| ----------------------------------- | ---------------------------------------------------------------------------------------- | ---------------------------------------------------------------------------------------- | ---------------------------------------------------------------------------------------- | ---------------------------------------------------------------------------------------- | ---------------------------------------------------------------------------------------- | ---------------------------------------------------------------------------------------- | ---------------------------------------------------------------------------------------- | ---------------------------------------------------------------------------------------- |
| Overgrootouders                     | ? (-) ∞ ? (-)                                                                            | ? (-) ∞ ? (-)                                                                            | Herman II van Zwaben (-1003) ∞ Gerberga van Bourgondië (965–1019)                        | Herman II van Zwaben (-1003) ∞ Gerberga van Bourgondië (965–1019)                        | Willem III van Weimar (980-1039) ∞ Oda van de Lausitz (-)                                | Willem III van Weimar (980-1039) ∞ Oda van de Lausitz (-)                                | Reinier van Leuven (1016-1063) ∞ ? (-)                                                   | Reinier van Leuven (1016-1063) ∞ ? (-)                                                   |
| Grootouders                         | Esiko van Ballenstedt (995-1060) ∞ Mathilde van Zwaben (988-1031/32)                     | Esiko van Ballenstedt (995-1060) ∞ Mathilde van Zwaben (988-1031/32)                     | Esiko van Ballenstedt (995-1060) ∞ Mathilde van Zwaben (988-1031/32)                     | Esiko van Ballenstedt (995-1060) ∞ Mathilde van Zwaben (988-1031/32)                     | Otto I van Weimar (1020-1067) ∞ Adela van Brabant (~1030-1083)                           | Otto I van Weimar (1020-1067) ∞ Adela van Brabant (~1030-1083)                           | Otto I van Weimar (1020-1067) ∞ Adela van Brabant (~1030-1083)                           | Otto I van Weimar (1020-1067) ∞ Adela van Brabant (~1030-1083)                           |
| Ouders                              | Adalbert II van Ballenstedt (1030-1076/80) ∞ Adelheid van Weimar - Orlamunde (1055-1100) | Adalbert II van Ballenstedt (1030-1076/80) ∞ Adelheid van Weimar - Orlamunde (1055-1100) | Adalbert II van Ballenstedt (1030-1076/80) ∞ Adelheid van Weimar - Orlamunde (1055-1100) | Adalbert II van Ballenstedt (1030-1076/80) ∞ Adelheid van Weimar - Orlamunde (1055-1100) | Adalbert II van Ballenstedt (1030-1076/80) ∞ Adelheid van Weimar - Orlamunde (1055-1100) | Adalbert II van Ballenstedt (1030-1076/80) ∞ Adelheid van Weimar - Orlamunde (1055-1100) | Adalbert II van Ballenstedt (1030-1076/80) ∞ Adelheid van Weimar - Orlamunde (1055-1100) | Adalbert II van Ballenstedt (1030-1076/80) ∞ Adelheid van Weimar - Orlamunde (1055-1100) |
| Otto van Ballenstedt (1065-1123)    |                                                                                          |                                                                                          |                                                                                          |                                                                                          |                                                                                          |                                                                                          |                                                                                          |                                                                                          |